# Kostel svatého Mikuláše (Běleč)
Kostel svatého Mikuláše je gotický kostel ze 14. století v obci Běleč v okrese Kladno. Nachází se uprostřed obce na podsklepeném pahorku spolu s dřevěnou zvonicí z roku 1717 a dnes již nepoužívaným hřbitovem s několika zachovanými náhrobky.
Kostel je od 3. 5. 1958 národní kulturní památkou.

## Historie
Kostel byl založen v první polovině 14. století a je zasvěcen svatému Mikuláši. Roku 1352 se stal kostelem farním a byl mu přidělen filiální kostel Všech svatých v Bratronicích. Poslední farář zde působil do roku 1432, poté byl kostel přidělen jako filiální k farnosti Zbečno, v roce 1786 poté k Bratronicím. Farnost v Bratronicích však byla však k 1. lednu 2004 zrušena a sloučena do farnosti ve Zbečně, která je součástí Pražské arcidiecéze.  Kostel sv. Mikuláše v Bělči tedy nyní opět patří pod kostel sv. Martina ve Zbečně.
Roku 1717 byla západně od kostela postavena samostatně stojící dřevěná zvonice. Dal ji postavit kníže Jan Josef z Valdštejna, jako omluvu za zabrání panských dvorů a všech lesů v Bělči.
V letech 1903–1904 prošel kostel rozsáhlou rekonstrukcí, provedenou knížecím Fürstenberským stavebním úřadem. Podle návrhu Eduarda Sochora byla přistavěna nová loď a sakristie.
O přestavbě bělečského kostela píše v knize "Čtyři prameny" zdejší rodák, Bedřich Svatoš: „"Teď tam trčí k mrakům lešení, jen kněžiště stojí jak bývalo. Ale i ono se zdá jako cizí. To tím, že i nad ním sňali střechu a teď hledí do hřbitova a na ves jaksi nahrbeně, menší. Jak bourali zdi starého chrámu a v kněžišti otloukali omítku, oprýskala v malých i větších kusech, a v těch olysalých místech se objevily barevné skvrny. Tu vyhlížela za bílou omítkou jako za ztuhlou záclonou půlka podlouhlé tváře s dlouhými vlasy jako rudkou namalovaná, jinde štíhlá ruka, dvě sepjaté k modlitbě, nohy v barevných punčochách celé, kam až je bylo vidět. Punčocha byla i botou, jakoby se ten namalovaný člověk zachytil patami na shodě. Ty nohy a nohavice byly mládeži nejdivnější. Mladí se sem totiž v neděli vypravili, když se vraceli z farní vsi z ranní mše. Byli tu na podívané, jen tu jednu neděli. Příští už nebylo po obrazech stopy. Všude se zedníci dostali poctivě až na kámen a cihlu."
Při opravě věže byl ve střeše uschován lístek s tímto textem: "Národy nehasnou, dokud jazyk žije. 31.8.1903" Podepsáni jsou klempíři z Rakovníka, Hořic, Zákolan a kladenská firma Messany.  Lístek byl nalezen v sedmdesátých letech při přestavbě střechy kostela. V té době byl zcizen a už nenalezen obraz svatého Mikuláše, který pocházel od Petra Brandla a byl součástí hlavního oltáře.
Kostelní hřbitov sloužil do roku 1927, kdy občané podali stížnost na pohřbívání uprostřed obce. Ze zdravotních důvodů byla nařízena výstavba nového hřbitova, ležícího mimo obec. Doba od podání stížnosti do ukončení stavebních prací na novém hřbitově byla kratší než šest měsíců.
V roce 1969 proběhla oprava zvonice financovaná místním národním výborem.

## Popis stavby

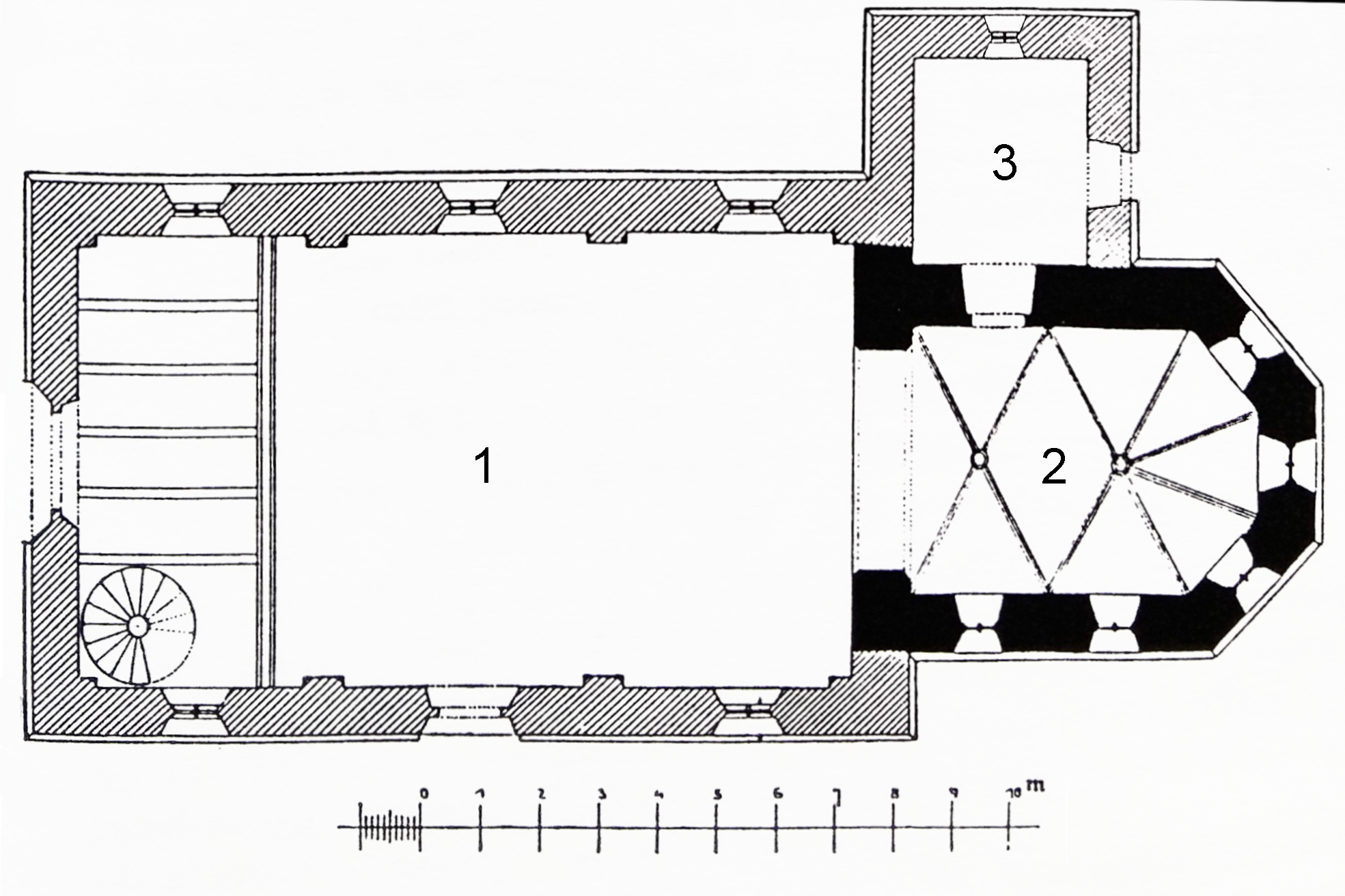
Půdorys kostela- 1) hlavní loď, 2) presbytář, 3) sakristie

### Exteriér

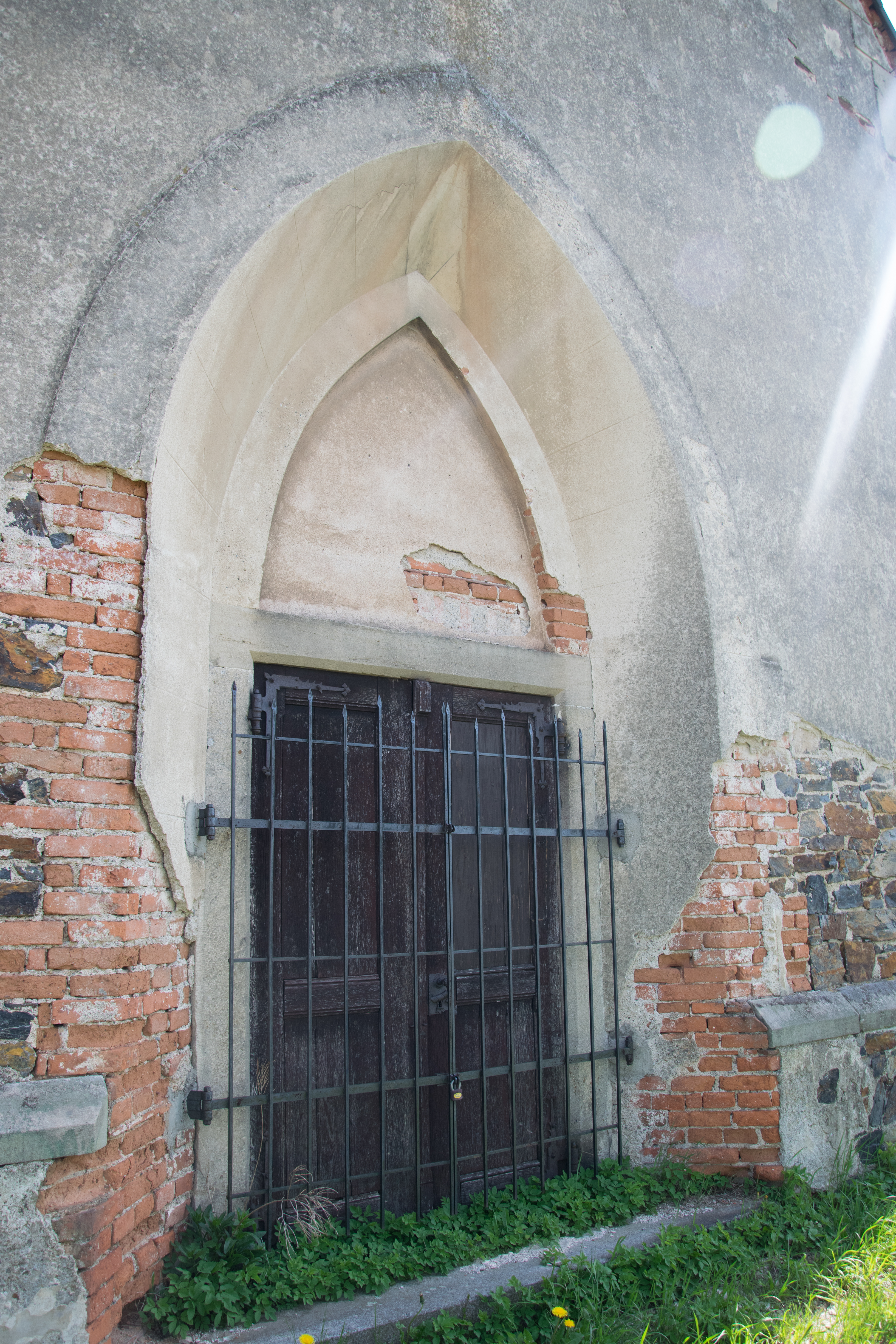
Portál na západním průčelí

Kostel sv. Mikuláše se nachází na návrší ve středu obce. Jednolodní orientovaná sakrální stavba byla postavena v gotickém slohu. Kostel je obdélný, s pětiboce uzavřeným presbytářem a obdélnou sakristií při severní straně. Celá stavba je zhotovena z lomového zdiva,nároží jsou armována. Loď je zastřešena sedlovou břidlicovou střechou,  presbytář překrývá střecha valbová. Na střeše se nachází osmiboký sanktusník pobitý plechem. Střecha je zakončena štítovými zídkami s dekorativními arkýřky na koncích. Na západním zakončení hřebenu střechy se nachází kamenný kříž.
Do kostela vedou tři vstupní portály, dva přímo do lodi a jeden do sakristie. Hlavní portál je obdélníkového tvaru, nachází se v západním průčelí a je vsazen do široce se rozestupujícího lomeného oblouku. Nad portálem se nachází drobné kruhové okno, hluboce šikmě špaletované. V severním průčelí se nachází druhý ze vstupů, vedoucích přímo do lodi. Je zastřešen dřevěnou stříškou, původně zdobenou dřevěnými ornamenty, které se nedochovaly . Na pravé straně vedle portálu se nachází kovová plaketa, označující kostel za kulturní památku. Loď je osvětlena pěti shodnými gotickými okny ve tvaru lomeného oblouku, původní kamenné ostění oken je šikmě špaletováno. Pod vrcholovou kružbou je vertikální střed oken vyznačen kovovými pruty.  Okno nad vstupním portálem je oproti ostatním polovičně vysoké, sestává jen z horní části běžného okna.
Presbytář je ukončen pěti stranami osmiúhelníku, osvětlený je pěti lomenými okny. Čtyři z nich jsou shodná, lomená s trojlistou kružbou a vertikálními středy oken vyznačenými kamennými pruty, páté má jen poloviční šířku, není vertikálně členěné, ale také obsahuje v hrotitém oblouku kružbu z trojlistu.
Sakristie je obdélníková. Na její východní straně se nachází obdélníkový portál a na straně jižní je malé lomené okénko, hluboce šikmě špaletované.
Areál kostela je obehnán přibližně 1,5 metru vysokou zídkou s bránou na jižní straně. Vstup je půlkruhově zaklenutý. Brána je ve vrcholu zakončena římsově profilovaným segmentem, který nese železný kovaný kříž a je chráněn keramickými prejzy. Uvnitř areálu je nyní již nepoužívaný hřbitov, kde se nachází cca 20 náhrobků z konce 19. a z počátku 20. století.

### Interiér

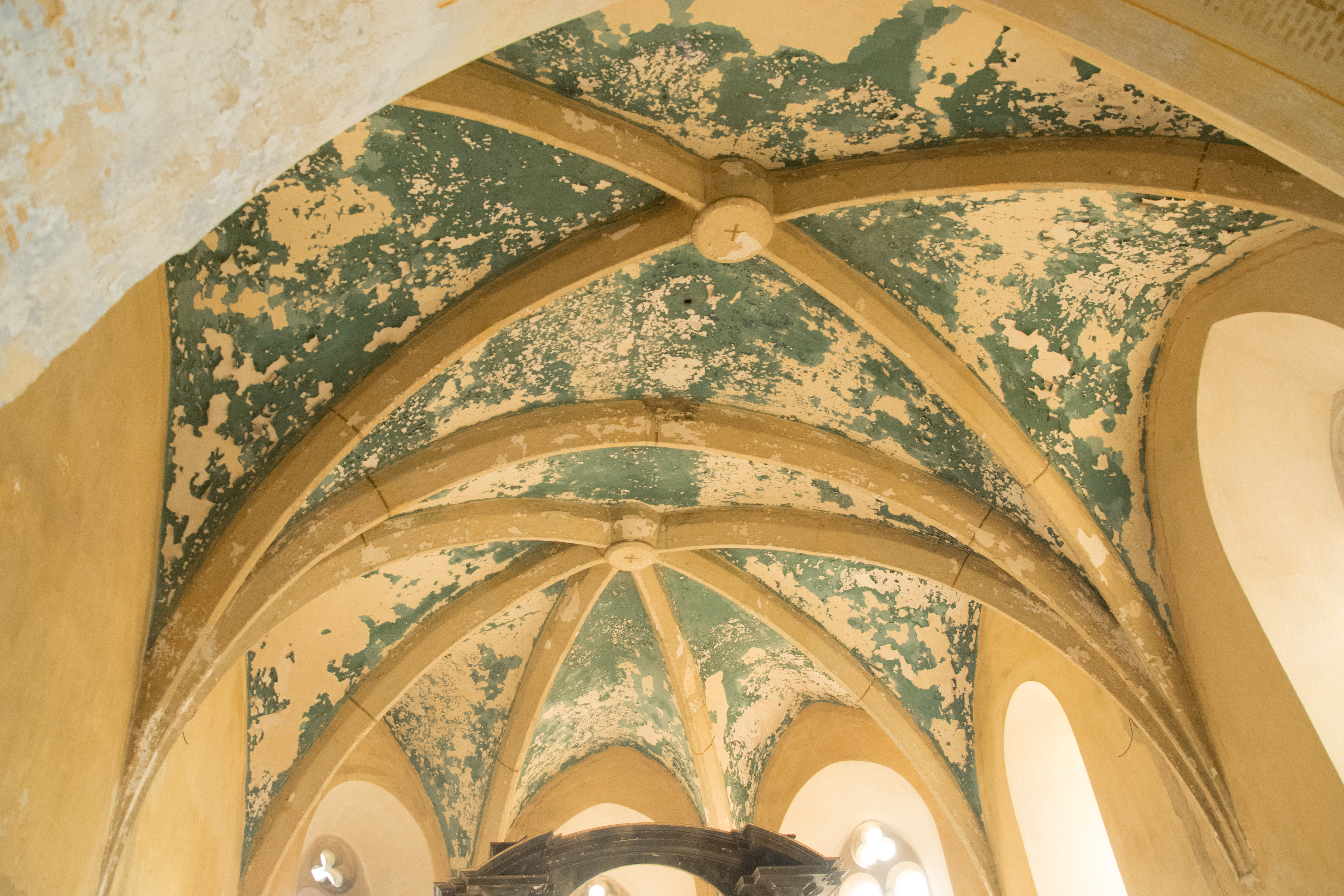
Detail klenby v presbytáři

Presbytář je 7,2 m dlouhý a 4,4 m široký. Žebra klínového profilu vybíhají ze zdi, bez patky či konzoly. Klenba je rozdělena do dvou polí- jedno je zaklenuté křížem a závěr  je šestipaprskovitě zakončen do hranolovitých žeber. Žebra se sbíhají do jednoduchých svorníků, které jsou kruhové bez složitého dekoru, s malým křížkem namalovaným uprostřed. Celý strop presbytáře mezi žebry je omítnut modře. Na zdech presbytáře jsou stále slabě viditelné nástěnné malby, které dříve pokrývaly všech šest stěn. Na severní straně presbytáře se nachází vstup do sakristie. Portál je jednoduchý, ve tvaru lomeného oblouku, jediným dekorem je mírně zkosené špaletování. Po levé straně portálu se nachází malba přemyslovské černé orlice a po pravé straně portálu je zobrazena královská koruna. Podlaha je dlážděná, dlažba se skládá z bílých osmiúhelníkových keramických dlaždic s vloženými šedozelenými čtverečky, po obvodu lemovaná dlaždicemi s motivem hranaté vlny.

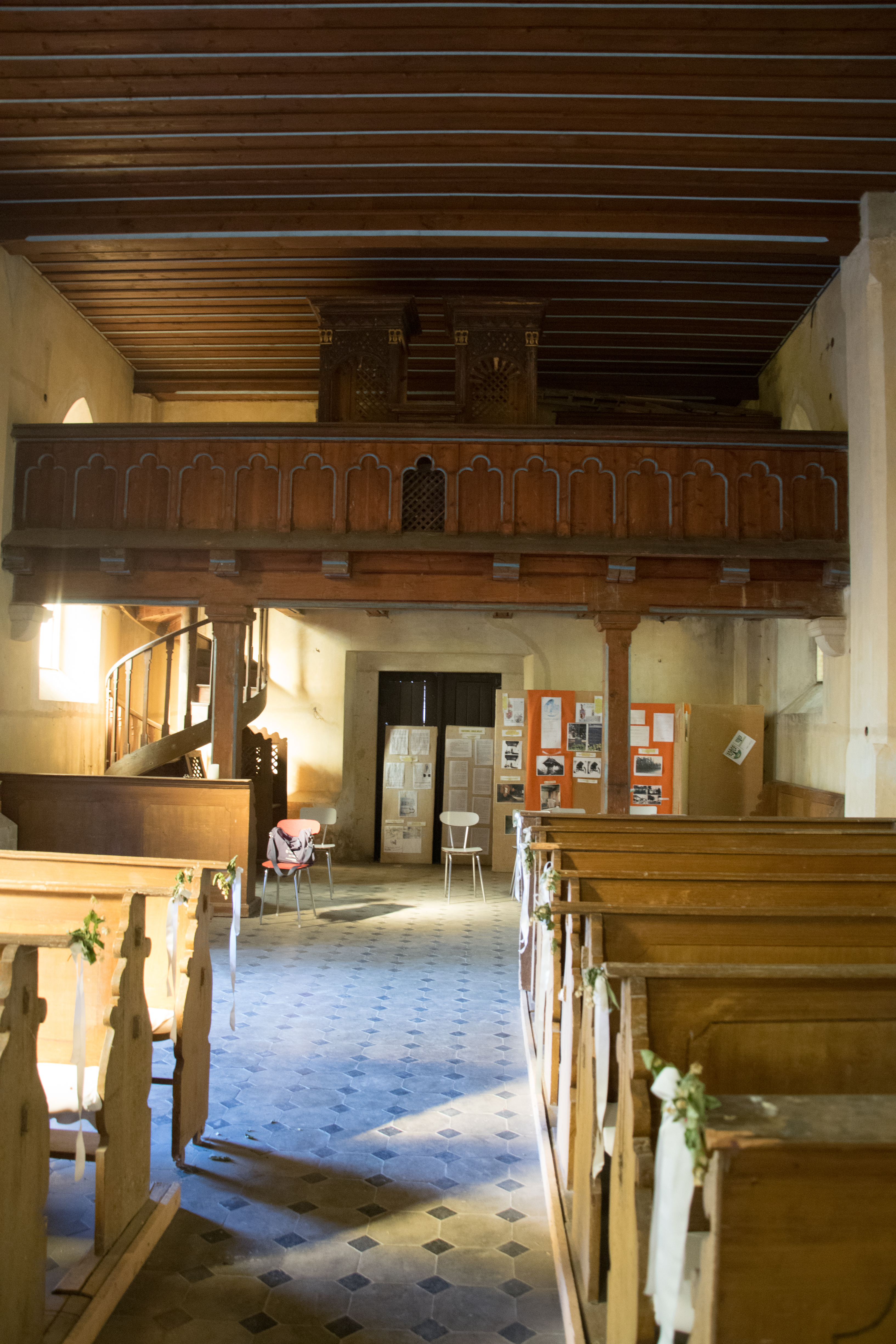
interiér kostela, pohled na kruchtu a hlavní vchod

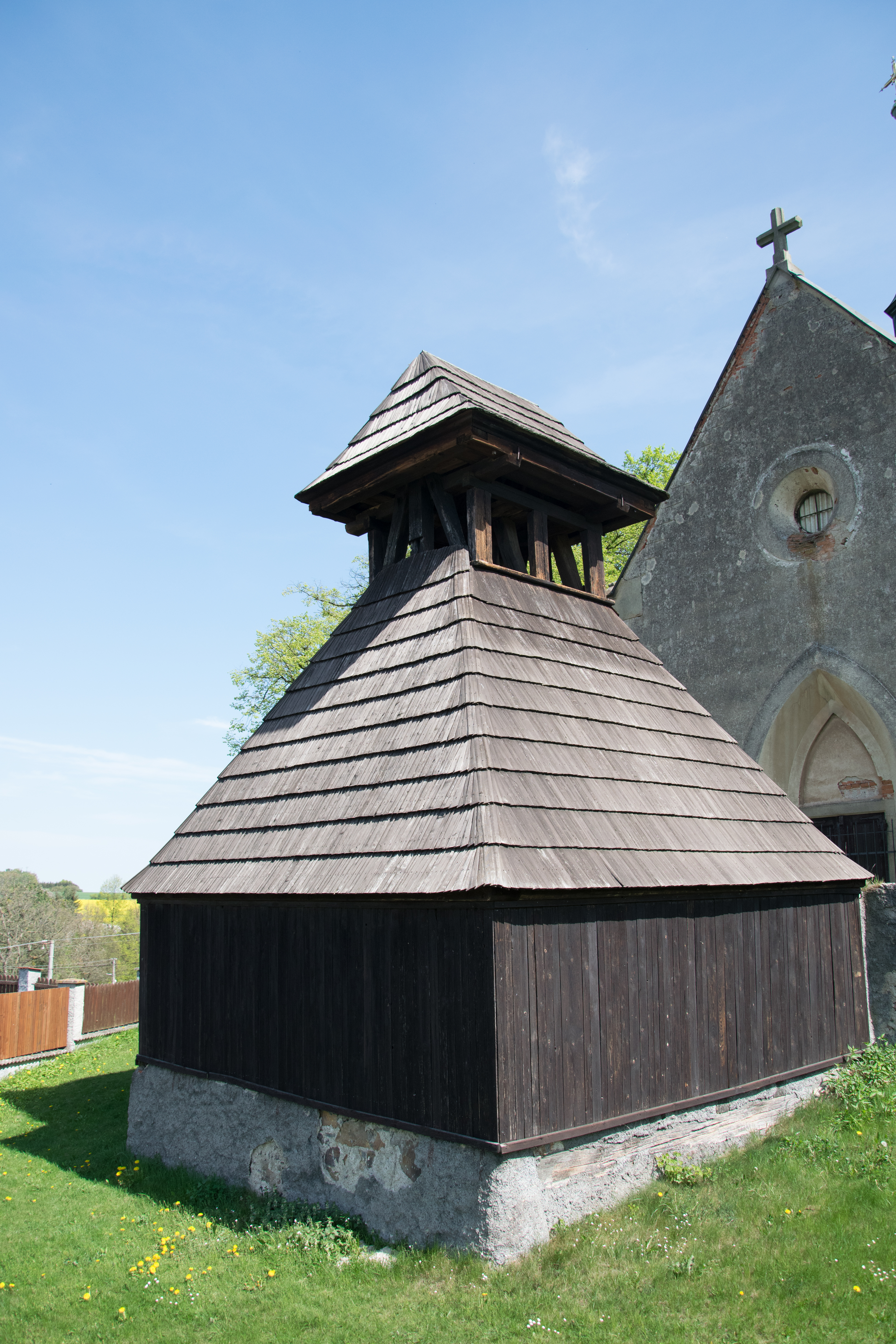
Bedněná zvonice- pohled z jihozádadu

Loď je od presbytáře oddělena gotickým triumfálním obloukem, hrotitým a bez profilu. Oblouk je lomený a zkosený po obou stranách. Dekorován je detailními nástěnnými malbami vyobrazujícími český znak a znak Přemyslovců, pravidelně se střídajícími s ikonami hroznu vína a královské koruny. Nad obloukem je jednoduchá malba kříže.
Loď je dlouhá 12,9 m a široká 7,2 m. Je kryta rovným dřevěným trámovým stropem. Stěny lodi člení pilastry. V západní části se nachází kruchta,podepřena dvěma dřevěnými sloupy o čtvercovém průřezu. Podlaha kruchty je tvořena osmi trámy, které jsou spolu s trojlisty dekorovaným zábradlím zdobeny světle modrou malbou, zvýrazňující profil dřeva. Ke kruchtě je přistavěno točité schodiště na severní straně západního průčelí. Na kůru se nachází pozůstatek dřevěných varhan, které jsou nyní také v dezolátním stavu. Varhany byly zhotoveny v roce 1872 Ferdinandem Guthem z Nového Strašecí a J. Frýdlem. V době, kdy byl kostel přístupný veřejnosti, z něj byly vytrhány všechny píšťaly. Podlaha je ve stejném stylu jako v presbytáři, dlaždice jsou však masivnější a kamenné.
Sakristie je obdélná a dá se do ní vejít portálem z presbytáře, nebo portálem z exteriéru na východním průčelí. Na severní zdi sakristie se nachází malé lomené okénko. Sakristie je zaklenuta valenou klenbou.
Oltář svatého Mikuláše pochází z doby kolem roku 1700 a je v barokním slohu.  Po obou stranách je zdoben boltcovými ornamenty. Původně se zde nacházel kříž se zlaceným barokním Kristem v polovině životní velikosti, medailon s obrazem svatého Eustacha s jelenem a uprostřed oltáře obraz znázorňující svatého Mikuláše v ornátě . Téměř žádné vybavení se nedochovalo, nyní se v kostele nachází pouze torzo původního oltáře.
Kostel byl také původně vybaven dřevěnou kazatelnou s korintskými sloupky v rozích, zdobenou vrubovými lištami, která se též nedochovala.

#### Zvonice
Západně od samotného kostela ve vzdálenosti 3,8 metru se nachází bedněná zvonice vzpěradlového typu s odkrytým zvonovým patrem umístěná na mírně obdélné zděné podezdívce. Šindelová střecha ve tvaru komolého jehlanu nese trámovou lucernu, která je kryta valbovou, rovněž šindelovou střechou. Zvonice je umístěna vně ohradní zdi, je do ní začleněná. Do zvonice se dá vejít pouze z areálu kostela, má pouze jeden vstupní portál, který je umístěn na východní straně. Původně byly ve zvonici zavěšeny dva zvony, nyní je však prázdná.
První ze zvonů měl výšku 0,41 m a průměr 0,48 m. Jeho plášť byl hladký, s nápisem pod korunou. Druhý ze zvonů měl výšku 0,32 m a průměr 0,41 m. Byl také hladký a pod jeho korunou byl vyobrazen pás barokních, dolů čnějících listů. Na jeho plášti byla v reliéfu postava sv. Martina na koni, jak poděluje žebráka. U obruby se nacházela písmena F.I.K a A.D. 1803. Jeden z těchto zvonů byl zabaven za války a druhý byl odcizen roku 1996 a prodán na burze v Buštěhradě.

#### Sklepení
Pod kostelem se rozprostírá rozlehlé sklepení, které je přístupné z několika míst. Hlavními vstupy do podzemí je dvojice portálů, nacházejících se přibližně 20 m od sebe a 30 metrů od samotného kostela.Menší z nich se nachází jižně od kostela a větší přibližně na jihozápad, vedle něj můžeme najít nyní již nefunkční studnu. Oba portály jsou zabezpečeny zamčenou mříží, zasazenou do zděné zídky, která přirozeně vystupuje ze zvlněného terénu. Sklepení se pravděpodobně rozkládá pod celým kostelem, jeho průchod pahorkem dokazuje veliké množství větracích otvorů v zemi kolem kostela. Všechny jsou rovněž opatřeny mřížemi. Celé sklepení je zaklenuto nevšední cihlovou klenbou.

Sklepní prostory v kopci pod kostelem patřily Fürstenberkům, kteří zde měli údajně sklady jablek, brambor a řepy. V nynější době již sklepy nejsou využívané.

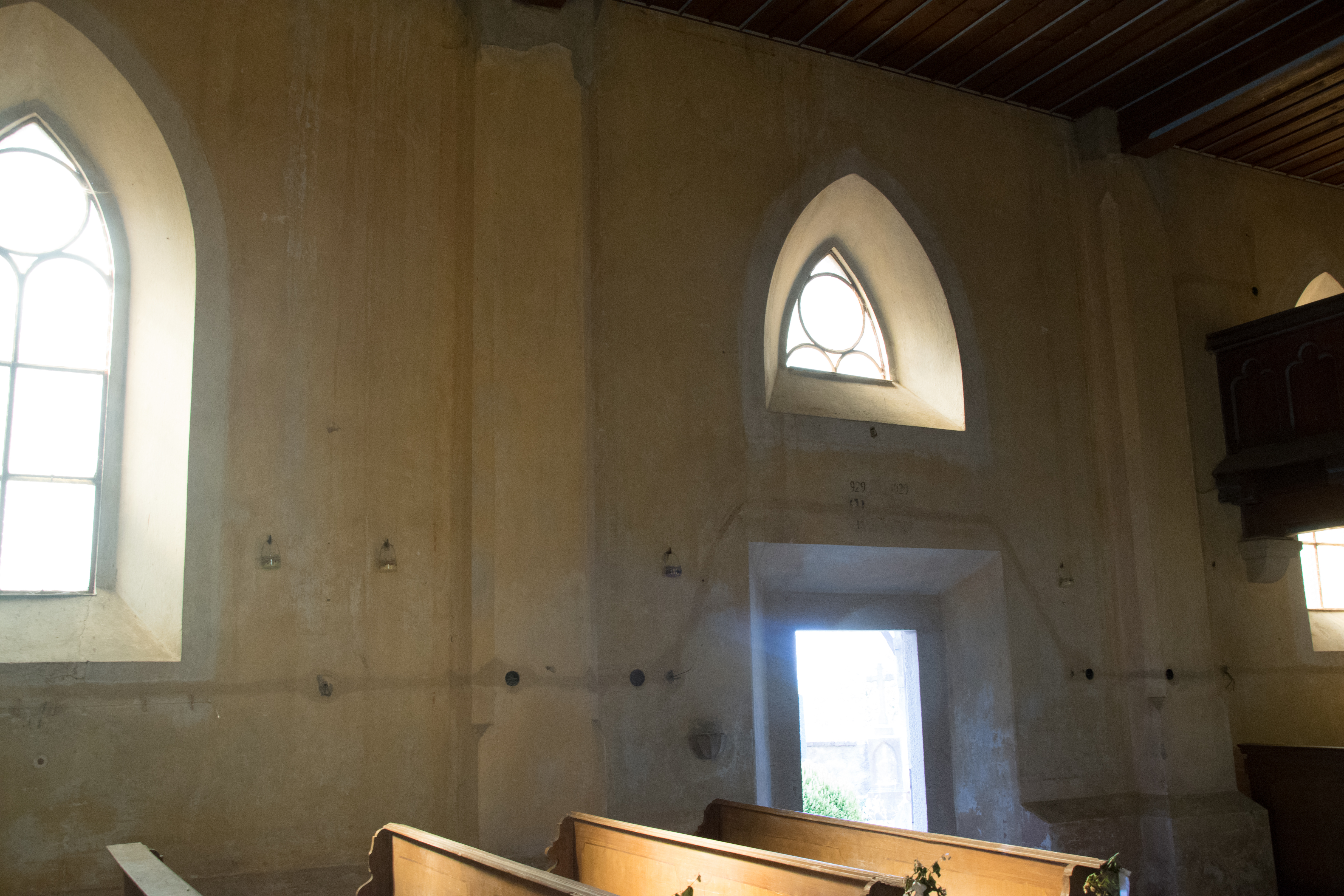
Malba letopočtu nad vstupním portálem

## Současnost
Kostel se v současné době pravidelně nevyužívá a veřejnosti není přístupný. Každý rok se v něm 5. prosince, v předvečer svátku sv. Mikuláše, zpravidla koná poutní mše. Obyvatelé obce využívají kostel v sousedních Bratronicích. Jindy se do kostela dá nahlédnout jen při výjimečných příležitostech, naposledy byl otevřen veřejnosti u příležitosti akce Noc kostelů v roce 2016.
Veškerý inventář z kostela se nyní nachází v kostele v Rozdělově.

## Zajímavosti
- Nad vstupním portálem na jižní stěně lodi se nachází nástěnná malba černé orlice a nad ní jsou napsány roky 929 a 1929, které zcela jistě souvisí s tisíciletým výročím smrti sv. Václava, díky čemuž se dá usoudit, že některé nástěnné malby černých orlic nacházejících se na různých místech v kostele jsou přemyslovské znaky. Bez těchto letopočtů by se dalo polemizovat o významu orlic, u některých vyobrazení by se mohlo jednat také o německou či slezskou orlici.

## Fotogalerie

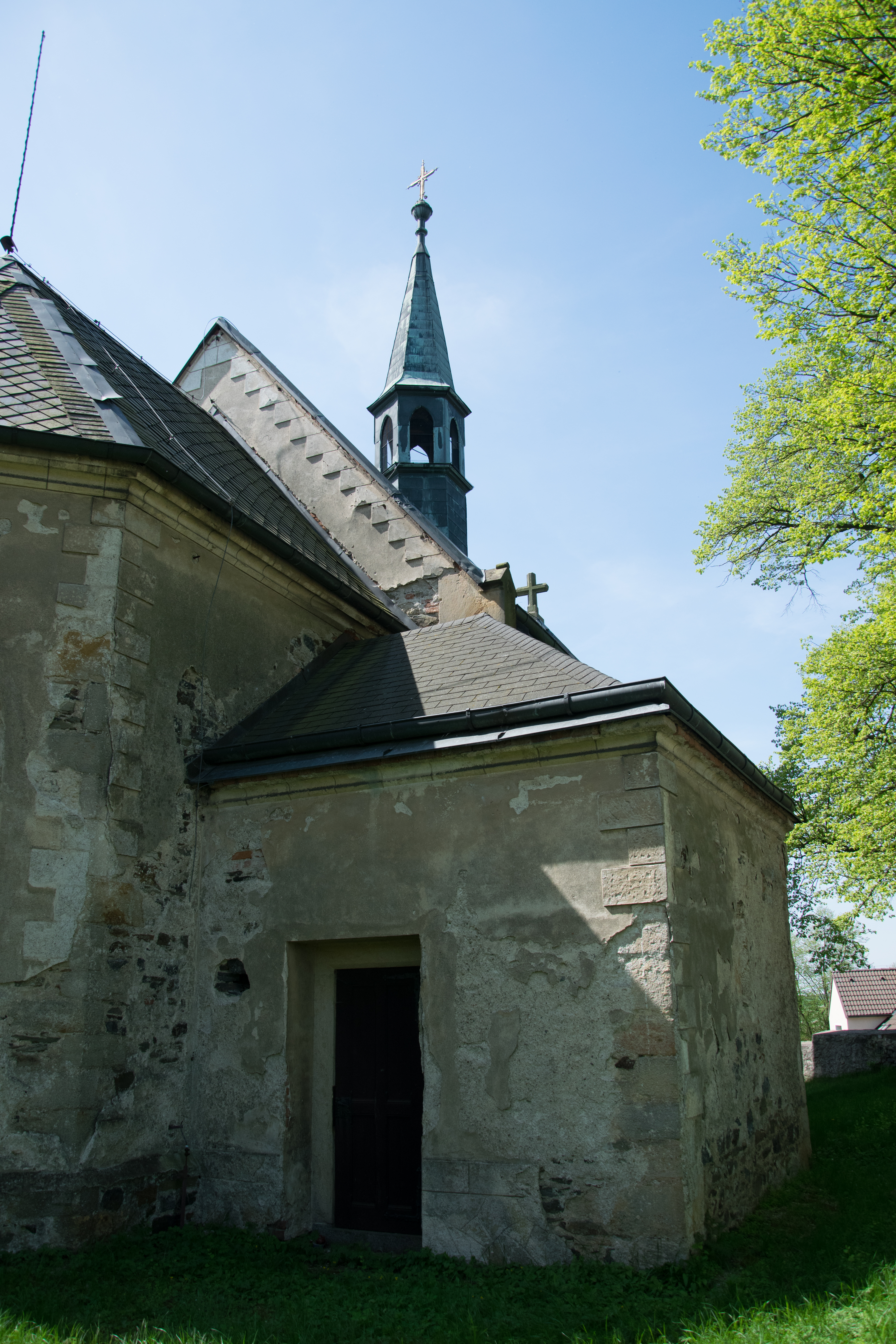
Pohled na sakristii z exteriéru
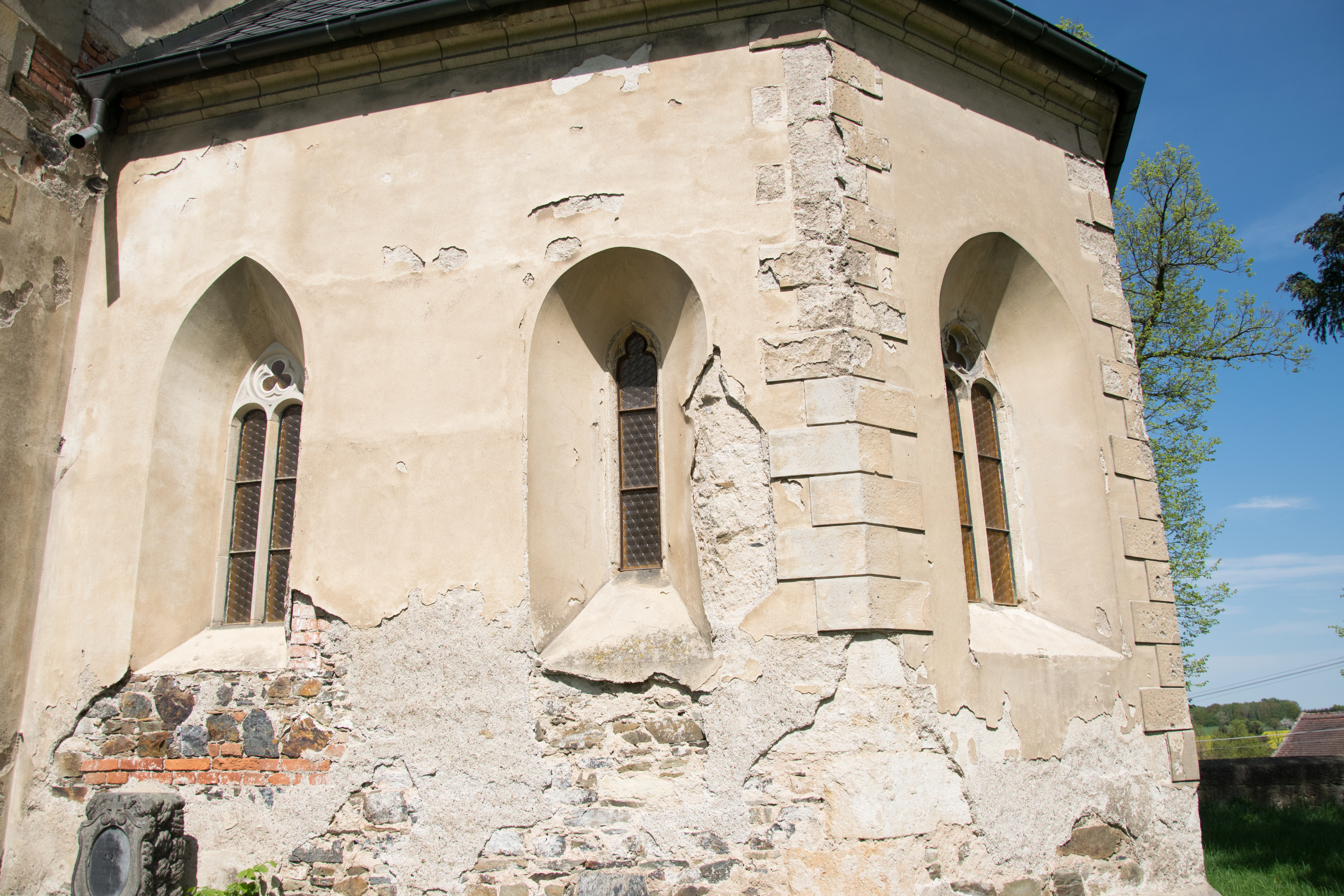
Pohled na presbytář z jihovýchodní strany, je zde dobře vidět jedno z oken, které se od ostatních liší
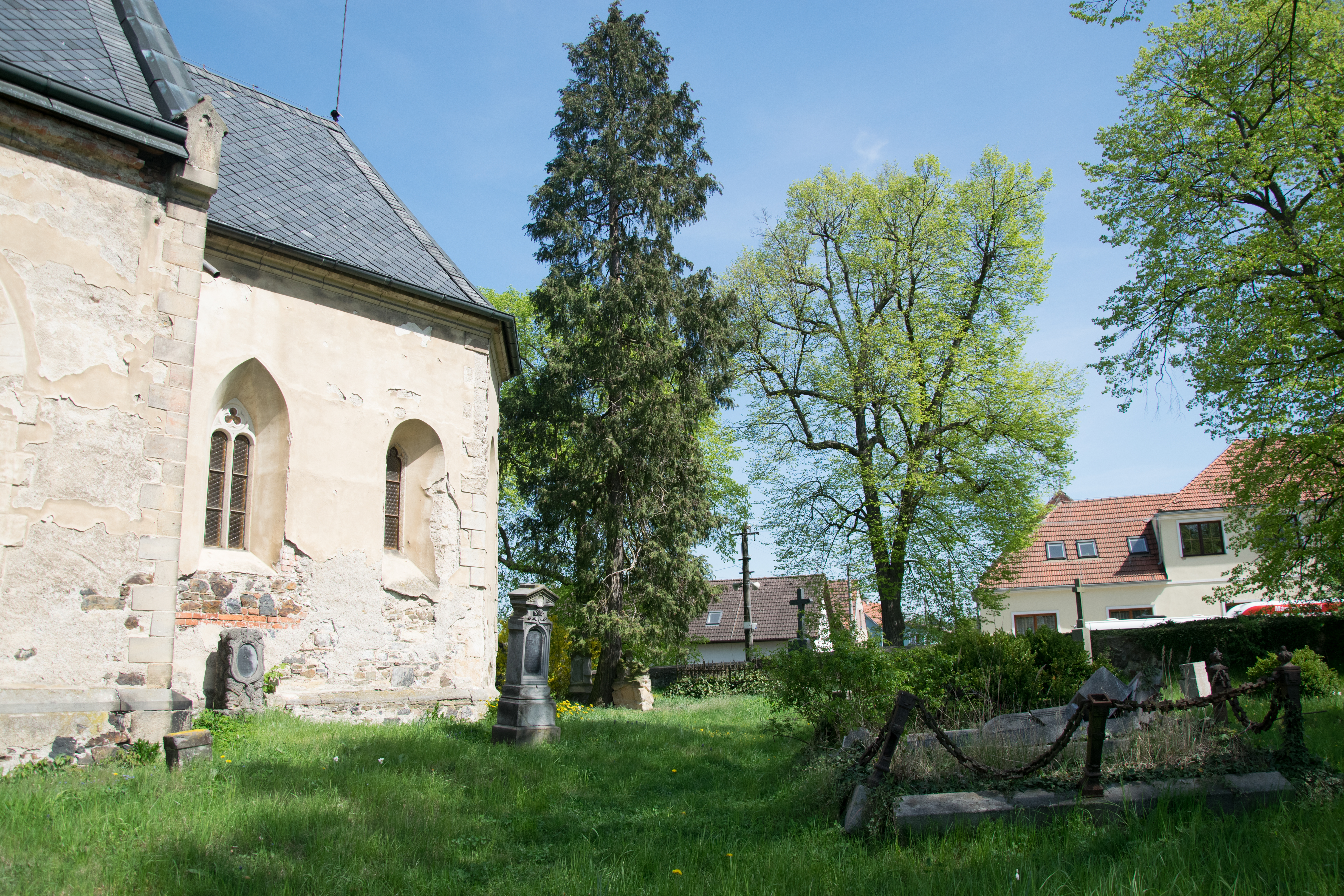
Hřbitov v areálu kostela sv. Mikuláše v Bělči
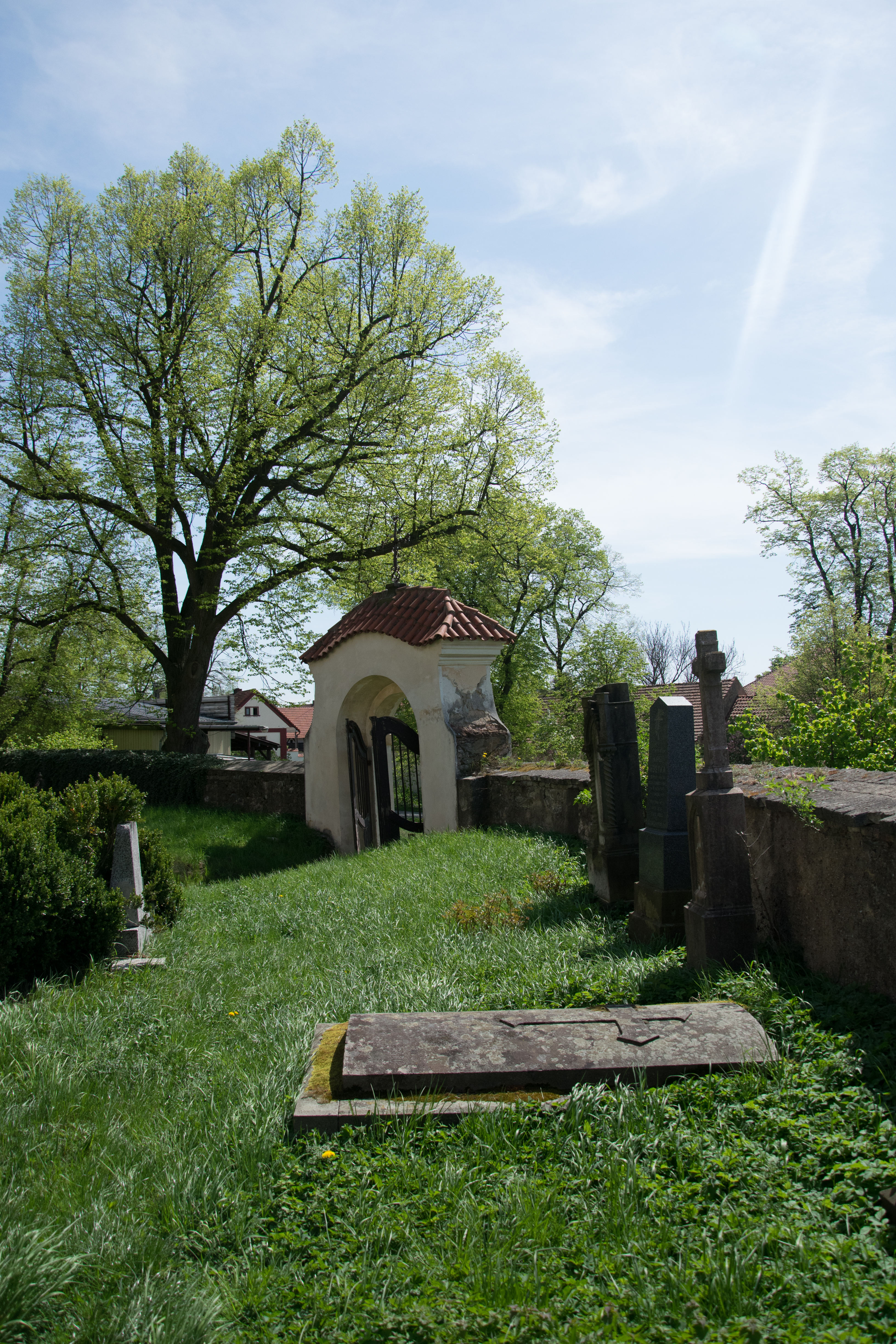
Hřbitov v areálu kostela sv. Mikuláše v Bělči spolu s pohledem na obvodovou zeď a bránu
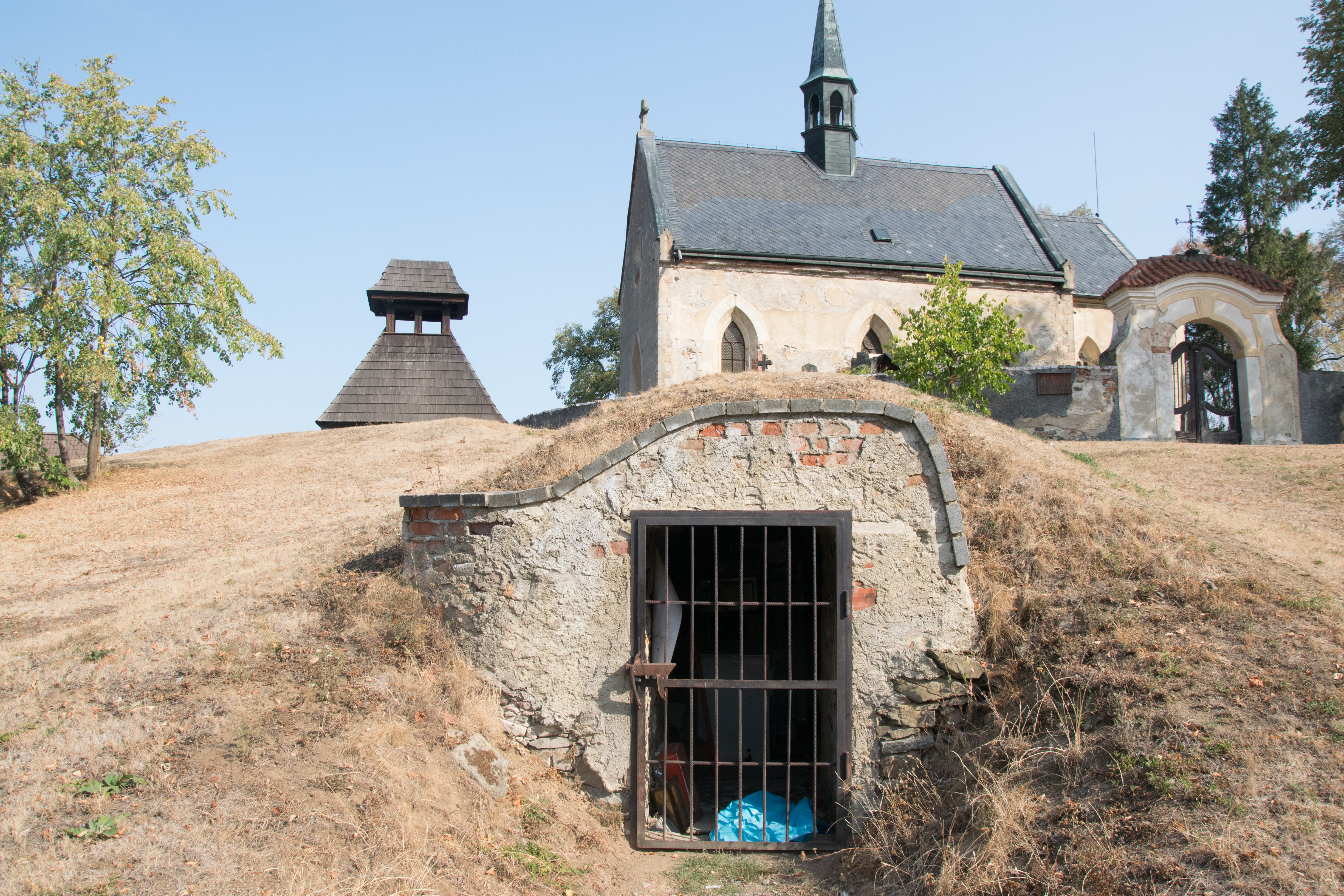
Menší z portálů do sklepení pod kostelem
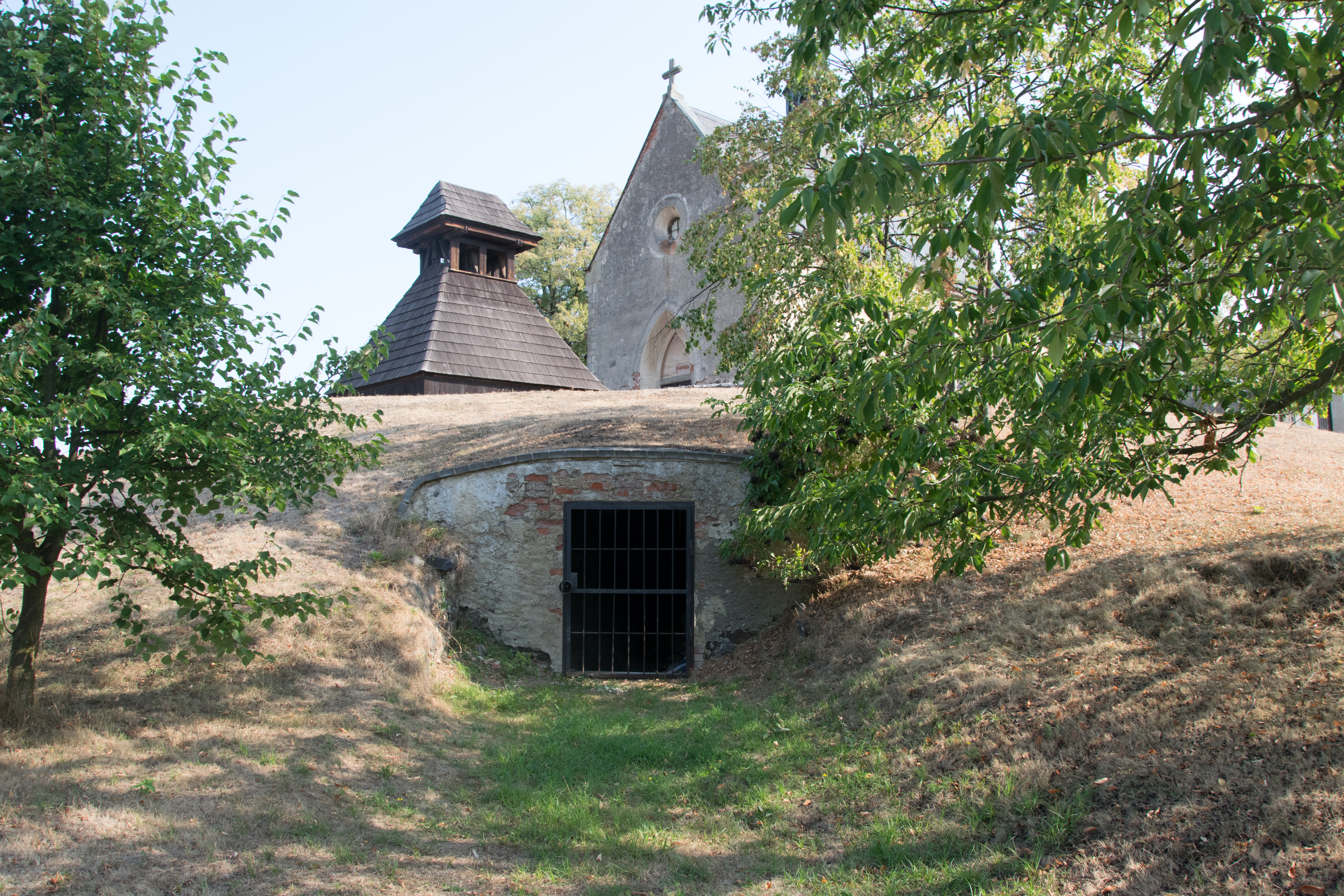
Větší z portálů do sklepení pod kostelem
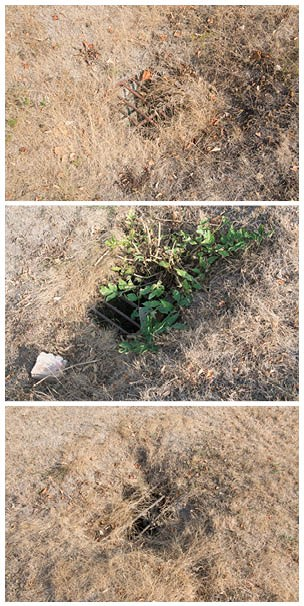
Větrací otvory do sklepení
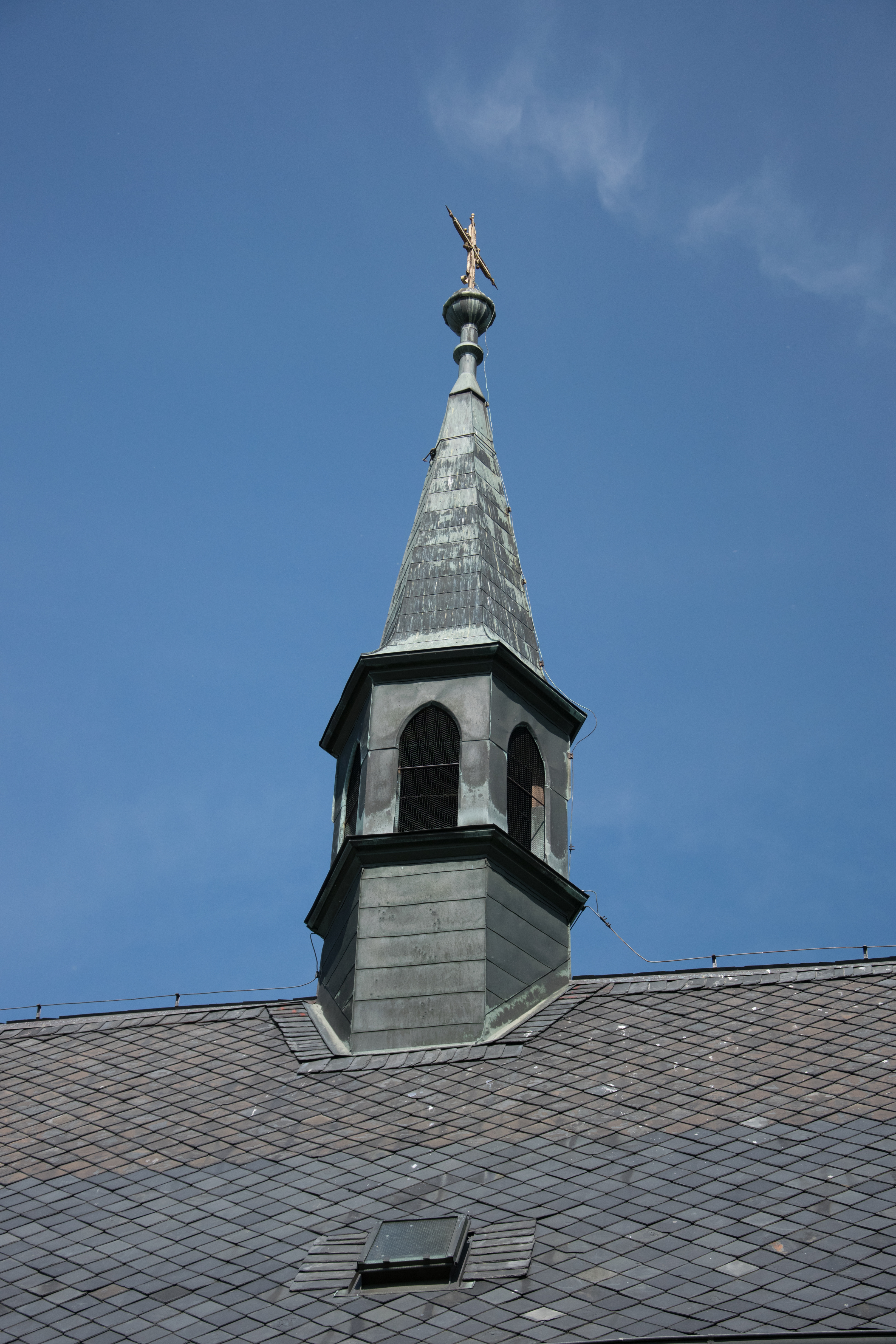
Sanktusník na střeše kostela
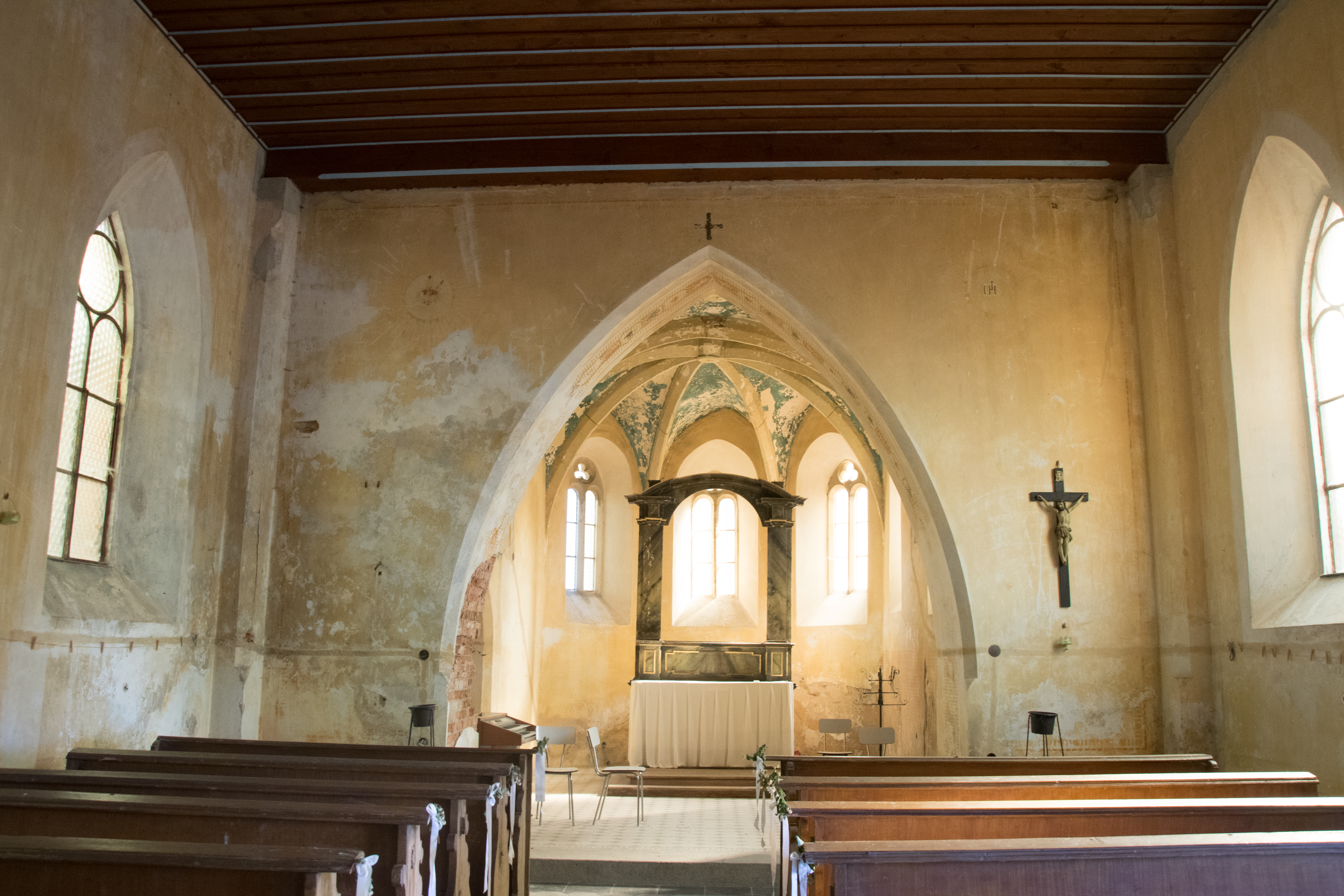
Pohled z lodi přes triumfální oblouk do presbytáře na pozůstatek oltáře svatého Mikuláše
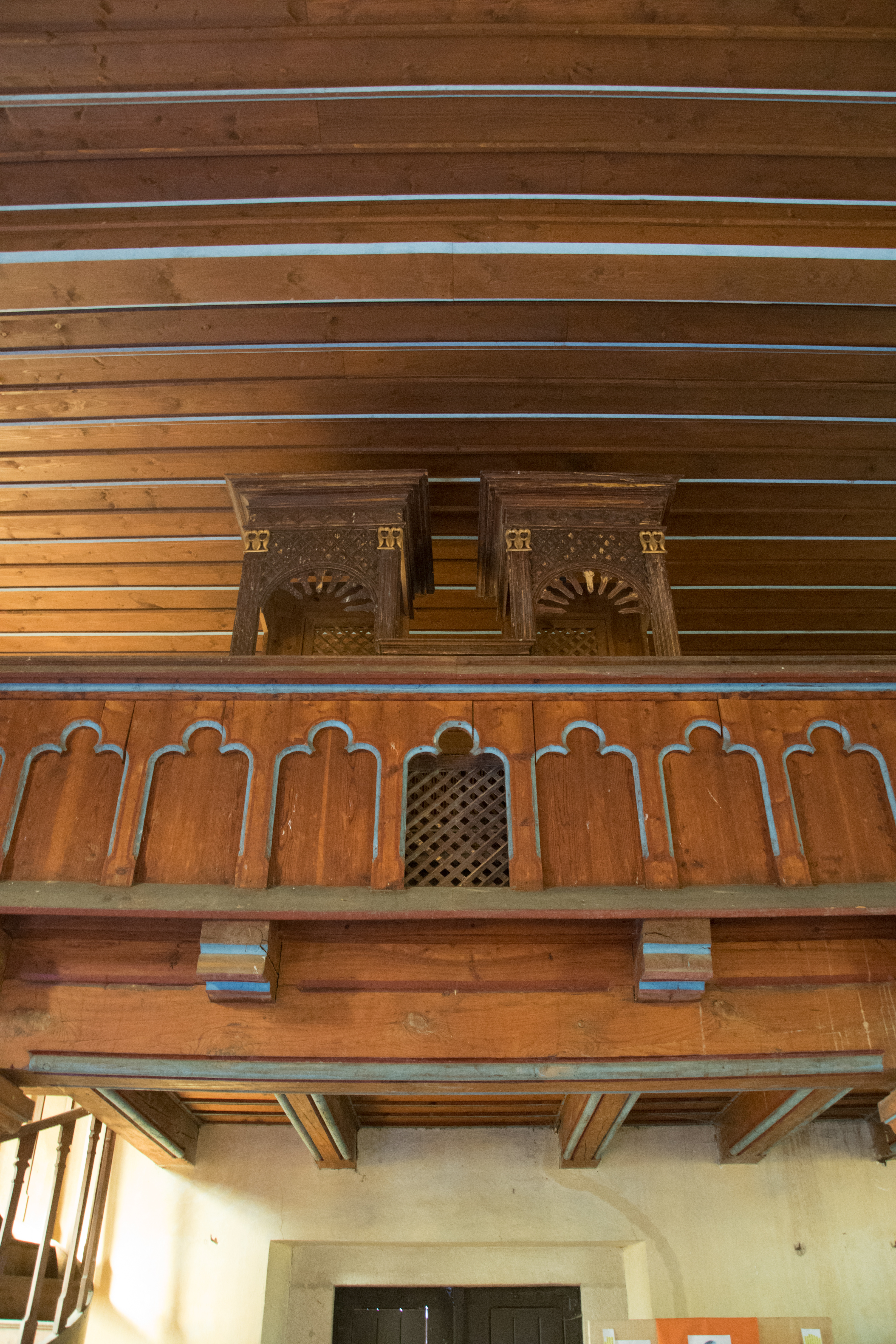
Pohled na dřevěnou kruchtu a pozůstatek varhan
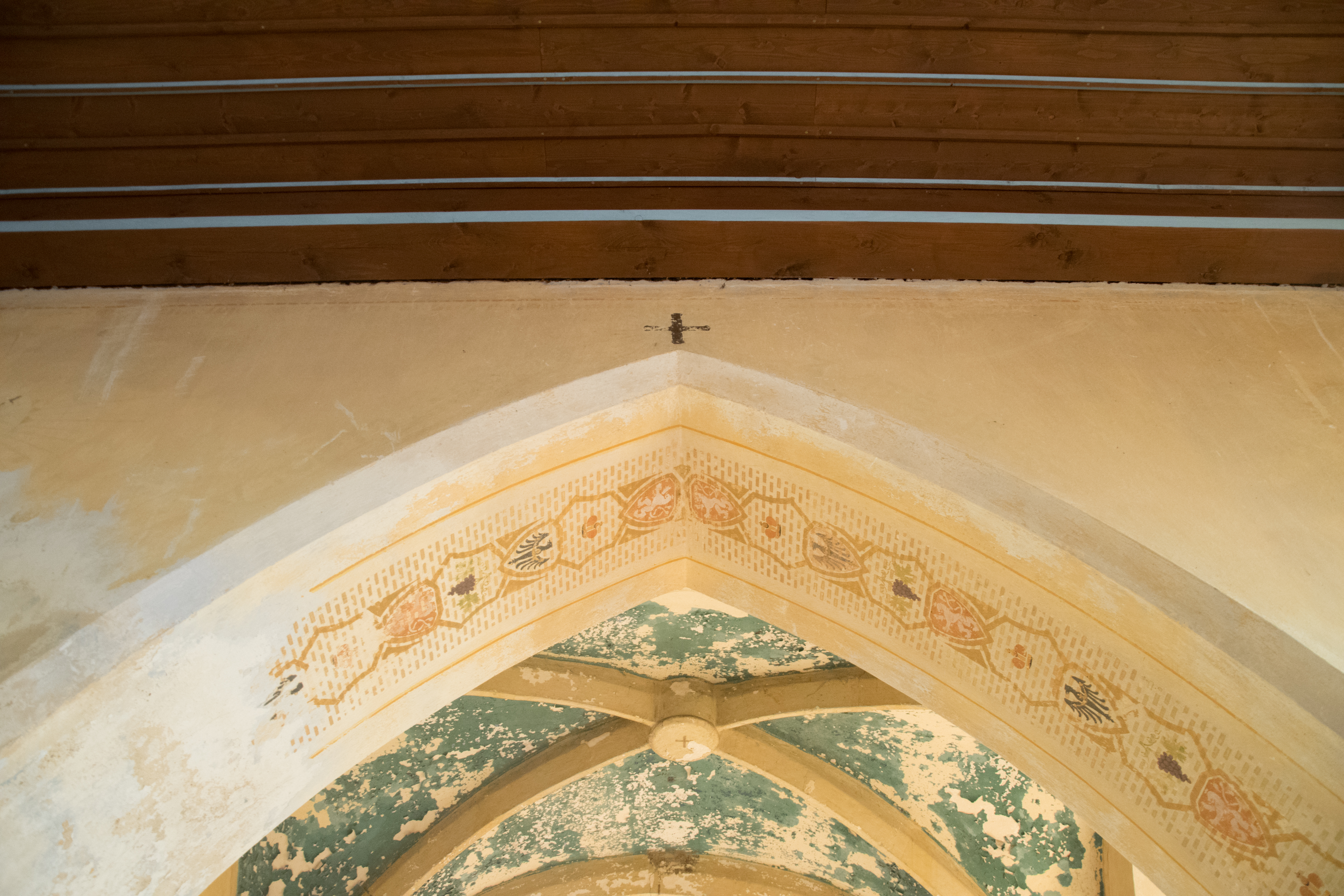
Nástěnná malba na vítězném oblouku
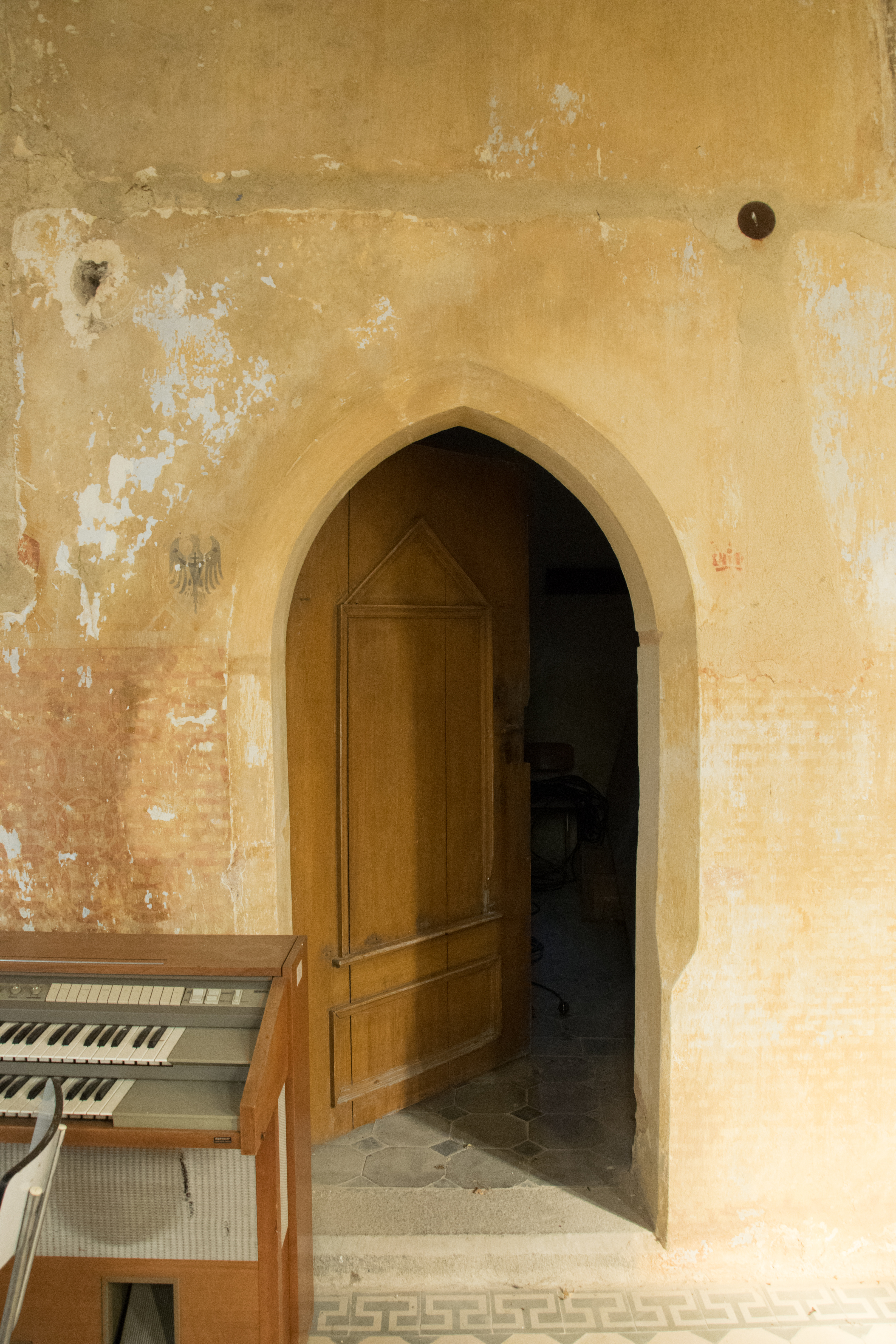
Portál z presbytáře do sakristie
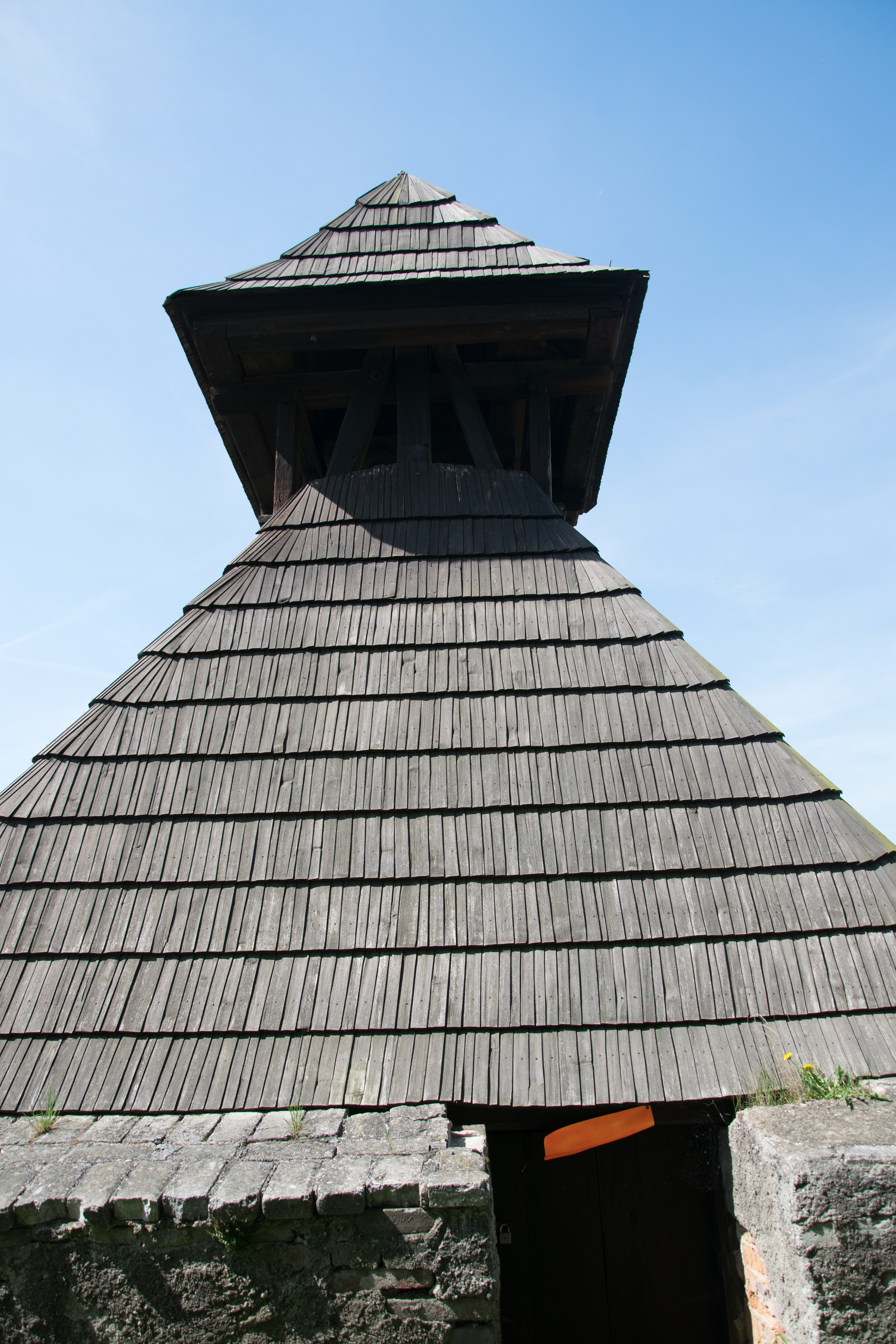
Vstup do bedněné zvonice, pohled od kostela
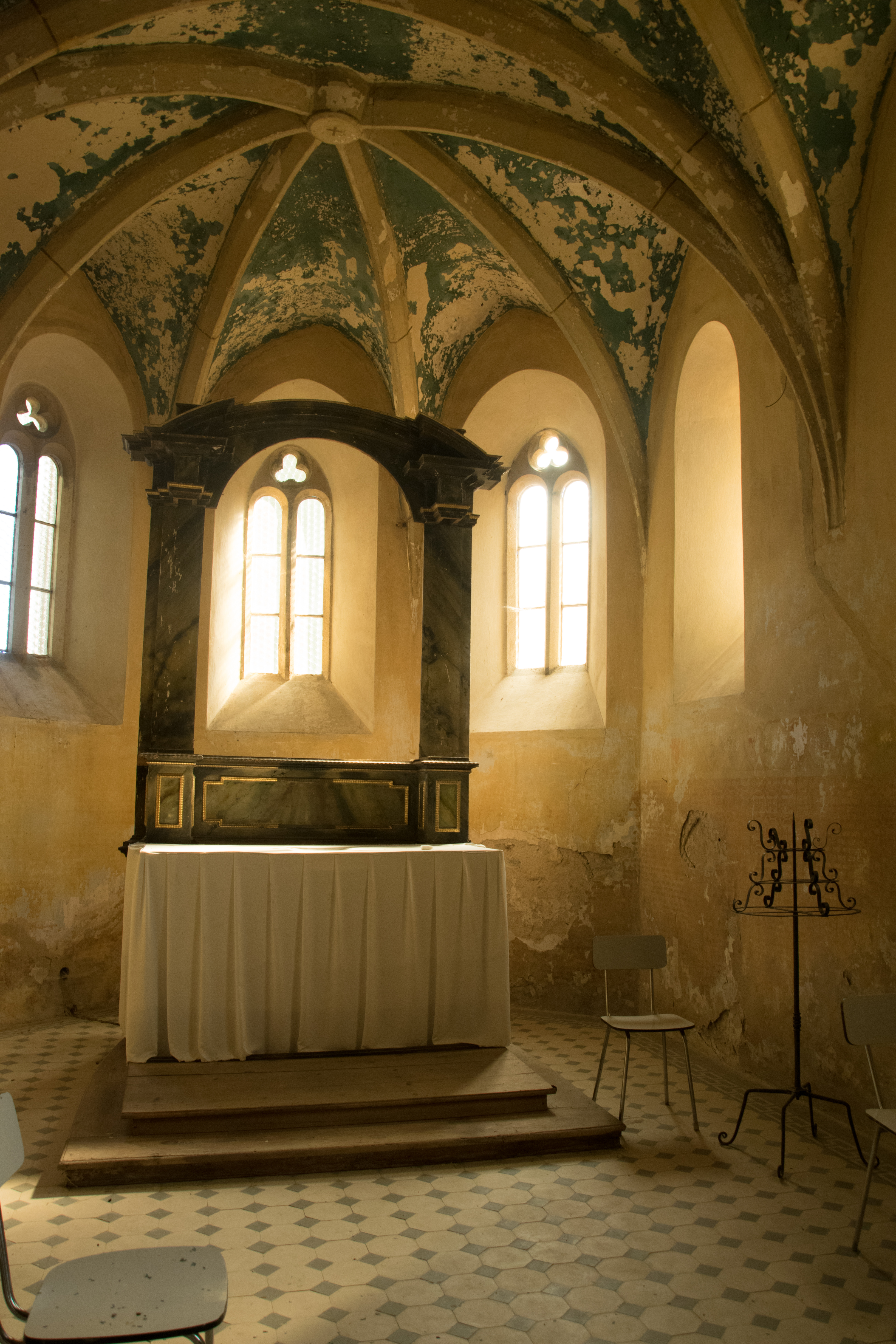
Interiér presbytáře, pozůstatky oltáře svatého Mikuláše